# イスラエル空軍諜報部
イスラエル空軍諜報部（イスラエルくうぐんちょうほうぶ）は、イスラエル空軍の情報機関。イスラエル参謀本部諜報局の指導下にある。ヘブライ語読みの「ラハク・モディイン(להק מודיעין)」の略「ラムダン(למד"ן)」と呼ばれる。